# جابرييل أماتو
جابرييل أماتو (بالإسبانية: Gabriel Amato)‏ (22 أكتوبر 1970 في مار دل بلاتا في الأرجنتين – )؛ هو لاعب كرة قدم أرجنتيني سابق لعب في الخط الهجومي.

## وصلات خارجية
- جابرييل أماتو على موقع Soccerbase.com (لاعب) (الإنجليزية)
- جابرييل أماتو على موقع Soccerbase.com (لاعب) (الإنجليزية)